# Christelijke bedevaart

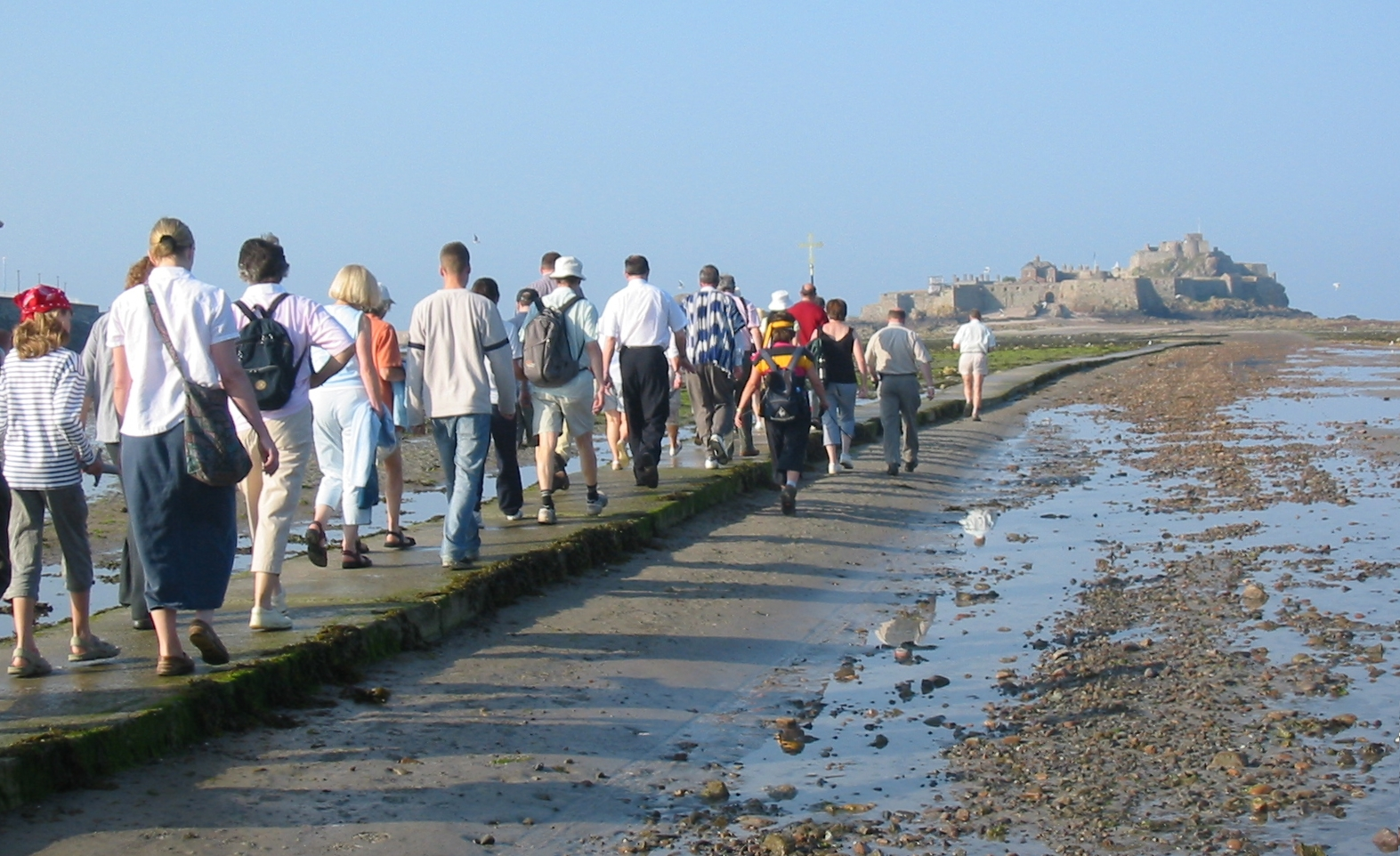
Bedevaart Saint Helier

Natuurstenen model van de grafkapel in de Heilige Grafkerk in Jeruzalem, rond 1570 als aandenken meegenomen door pelgrims. Eind 20e eeuw opgegraven in Amsterdam.

Een christelijke bedevaart heeft als doel het bezoeken van een bedevaartplaats. Ze kan van karakter verschillen afhankelijk van de christelijke traditie waarin men staat en de reden waarom men besluit ter bedevaart te gaan.
Traditioneel betreft een bedevaart de reis naar een plaats die verbonden is met een gebeurtenis uit de Bijbel, of waar Jezus, Maria of een heilige wordt vereerd. Gelovigen hopen daar een goddelijke zegen te verkrijgen en, van oudsher, een aflaat voor hun zonden, dat wil zeggen een vermindering of algehele kwijtschelding van de tijd die zij, of een familielid, als straf in het vagevuur (Katholiek niet Orthodoxe theologie) moeten doorbrengen. De bedevaart kan worden opgelegd door een biechtvader als boetedoening, en de uitvoering is dan een voorwaarde voor vergeving. In de middeleeuwen kon ook een wereldlijke rechter een bedevaart als straf opleggen.
Andere bedevaartgangers of pelgrims leggen een hele of gedeeltelijke bedevaart af om de ervaring; 'om er geweest te zijn'; om andere mensen te ontmoeten; om over God en het leven na te denken; om tot bezinning te komen; of om een poosje afstand te nemen van een hectisch dagelijks bestaan. Weer anderen pelgrimeren als getuigenis van vrede en solidariteit met slachtoffers van onderdrukking en geweld. Sommige pelgrims leggen elk jaar een deel van de geplande route af.
Sommige bedevaartplaatsen werden voor pelgrims interessant nadat er volgens ooggetuigenverslagen verschijningen hadden plaatsgevonden, meestal van Maria, een engel of een heilige. Andere plaatsen werden bekend vanwege een of meer gevallen van wonderlijke genezingen, of vanwege stigmata, een 'huilend' beeldje, of andere verschijnselen die mensen bovennatuurlijk voorkwamen. De Rooms-Katholieke Kerk kent overigens een strikte procedure om de betrouwbaarheid en feitelijkheid van een getuigenis vast te stellen, voordat tot officiële erkenning van een dergelijk verschijnsel wordt overgegaan. Dit is bijvoorbeeld het geval voor het bedevaartsoord in Medjugorje (Bosnië en Herzegovina).

## Christelijke bedevaarten in de middeleeuwen
Vooral in de elfde en twaalfde eeuw werden omvangrijke bedevaarten gehouden. Volgens een zeer ruwe schatting woonden er toen vijftig miljoen mensen in Europa; daarvan ging elk jaar - eveneens ruw geschat – een half miljoen op bedevaart: één procent van de bevolking.
Enkele christelijke bedevaartplaatsen stonden en staan bijzonder hoog in aanzien: de geboorteplaats van Jezus in Bethlehem; het Heilige Graf in Jeruzalem; het graf van Petrus in Rome; en het graf van de apostel Jacobus de Meerdere in Santiago de Compostela. In het Maas- en Rijnland waren in de middeleeuwen de heiligdomsvaarten van Maastricht, Aken en Kornelimünster bekend, die om de zeven jaar plaatsvonden en gecombineerd konden worden. In Aken kwamen in 1496 142.000 pelgrims, waarvan het merendeel ook de andere twee plaatsen zal hebben aangedaan. Door de Reformatie, godsdienstoorlogen en pestepidemieën nam de belangstelling voor de heiligdomsvaart in de loop van de 16e eeuw flink af.

## Pelgrimeren voor vrede in de wereld
De katholieke vredesbeweging Pax Christi is ontstaan als pelgrimsbeweging. Geïnspireerd door pelgrimages die al voor de Tweede Wereldoorlog door katholieke jongeren te voet naar Chartres werden ondernomen, kwamen na de oorlog de voettochten voor vrede ook in Nederland in zwang. Pax Christi Internationaal ontstond tijdens een pelgrimage van Franse en Duitse jongeren naar Lourdes. Aansluitend op deze traditie organiseerde Pax Christi Nederland de afgelopen jaren, samen met de KRO 'adventstochten' voor de vrede en werden er met Kerstmis solidariteitspelgrimages ondernomen naar Bethlehem.

## Bedevaartplaatsen in Nederland

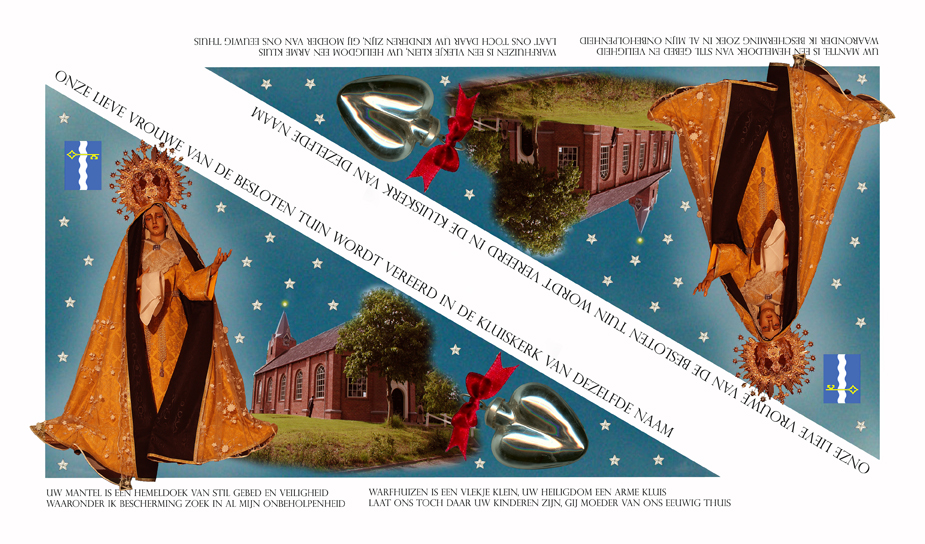
Bedevaartvaantje van Onze Lieve Vrouwe van Warfhuizen

Op de website van het Meertens Instituut staan 662 bedevaartplaatsen in Nederland uitgebreid beschreven.
- Aardenburg - O.L. Vrouw; vanaf ca. 1875 O.L. Vrouw met de Inktpot
- Aarle-Rixtel – Zetel der Wijsheid
- Alkmaar – Bloedmirakel
- Amersfoort - Heilig Sacrament/Onze Lieve Vrouw van Amersfoort of ter Eem
- Amsterdam – Heilig Sacrament/Stille omgang
- Bergen op Zoom – Mariaommegang
- Berlicum - 't Hofke
- Bolsward – Onze Lieve Vrouw van Sevenwouden
- Barger-Oosterveld – Gerardus Majella
- Bosschenhoofd - verering van Clemens Maria Hofbauer
- Boxmeer - Boxmeerse Vaart
- Boxtel - H. Bloedprocessie
- Brielle – Martelaren van Gorcum
- De Rips – OLV in 't Zand
- Dokkum – H. Bonifatius
- Egmond-Binnen – Adelbert
- Enschot – St. Job
- Esbeek – Cornelius
- Esdonk – Spijkerkapel
- Geijsteren – Willibrord
- Gulpen – verering van OLV Maria Koningin
- Handel – Onze Lieve Vrouw van Handel
- Heerlen – Petrus Joseph Savelberg
- Heiloo – Onze-Lieve-Vrouwe ter Nood
- 's-Hertogenbosch – Zoete Moeder
- Holset – Genoveva
- IJsselstein – Onze Lieve Vrouw van Eiteren
- Katwijk aan de Maas - Onze Lieve Vrouwe van Lourdes
- Koolwijk – Heilige Anna
- Laren NH - Sint-Jansprocessie ter ere van Johannes de Doper
- Leeuwarden - Onze Lieve Vrouw van Leeuwarden
- Loo – Onze Lieve Vrouw van het Heilig Hart
- Loosduinen (Den Haag) - Abdijkerk
- Maastricht – Heiligdomsvaart van Maastricht (om de 7 jaar); verder: Sterre der Zee, de heilige Servatius en de Zwarte Christus van Wyck
- Meerveldhoven – Onze Lieve Vrouw ter Eik
- Middelburg – Onze Lieve Vrouw van de Polder
- Molenschot – Heilige Anna
- Munstergeleen – Karel Houben
- Oirschot – Maria van de Heilige Eik
- Oisterwijk - Maria de Vreugderijke
- Olburgen – Dorothea Visser
- Ommel - Onze Lieve Vrouw van Ommel
- Ossendrecht – Marie Adolphine
- Overasselt – Koortsboom
- Overdinkel - Gerardus Majella
- Reek – Heilige Donatus van Münstereifel
- Renkum – Onze Lieve Vrouwe van Renkum
- Roermond – Onze Lieve Vrouw in 't Zand
- Schalkhaar - Onze Lieve Vrouw van Frieswijk
- Scheveningen - Lourdesgrot en Lourdeskapel
- Sittard – Basiliek van Onze Lieve Vrouw van het Heilig Hart
- Smakt - Sint-Jozef
- Steenbergen - Sint-Ontkommer
- Steensel – Heilige Lucia
- Sweikhuizen – Odiliadevotie
- Thorn – Onze Lieve Vrouw onder de Linden
- Tilburg – Peerke Donders, Frater Andreas, Pater Pio, Maria
- Varsseveld - Onze Lieve Vrouw van Varsseveld
- Venlo - Kapel van Onze Lieve Vrouw van Genooi
- Volendam – Onze Lieve Vrouw van het Water
- Waddinxveen - Onze Lieve Vrouw van Waddinxveen
- Warfhuizen - Onze Lieve Vrouw van de Besloten Tuin
- Weebosch – Gerardus Majella
- Westerhoven – Heilige Valentinus
- Wittem – Gerardus Majella
- Zeeland (Noord-Brabant) - Heilige Cornelius
- Zegge – Onze Lieve Vrouwe van Zegge

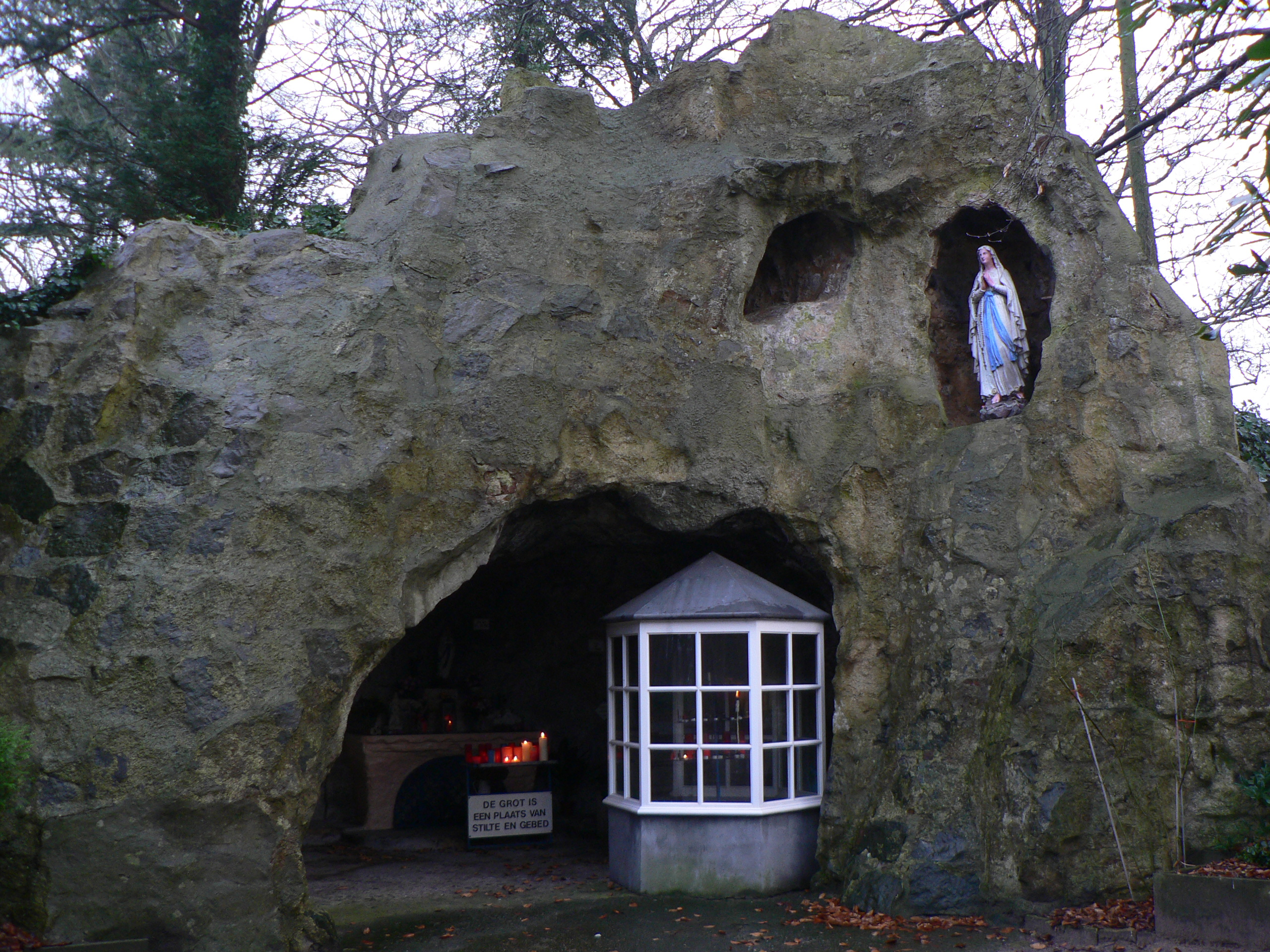
Een Lourdesgrot in Sint-Andries

- Zenderen – Albertus van Trapani
- 's Heer Arendskerke - Vrouweputje

## Bedevaartplaatsen in België
- Assebroek -  Onze-Lieve-Vrouw-Onbevlekt-Ontvangenkerk
- Banneux – Maagd der Armen - Mariette Beco
- Beauraing – Maria "Moeder met het gouden hart"
- Berendrecht - Kapel van de Hagelberg - Maria
- Bitsingen (Wal.) - Klein Lourdes
- Brugge - Basiliek van het Heilig Bloed
- Bon-Secours – Basiliek
- Dadizele – Meimaand en Noveen (in september), Mariaverering, Basiliek en Rosarium (openluchtbidplaats met Grotto)
- Donk (Maldegem) – Zeven Smarten van Maria
- Evergem – Sint-Christoffel (augustus)
- Ertvelde (Evergem) – Onze Lieve Vrouw van Stoepe (september)
- Gistel – Abdij Ten Putte – Godelieve
- Halle (Vlaams-Brabant) – Maria (Zwarte Madonna)
- Imde – Onze-Lieve-Vrouw Behoudenis der Kranken
- Hakendover en Grimde - Het Dertienmaal - De Goddelijke Zaligmaker (januari)
- Hasselt – Virga Jesse
- Hasselt – Graf van Pater Valentinus (Heilig Paterke van Hasselt) in de Minderbroedersstraat
- Kalfort – Onze-Lieve-Vrouw ten Traan
- Kerselare – Meimaand en Noveen
- Kleit – Mariagrot van Maldegem-Kleit
- Kontich - Onze-Lieve-Vrouw van de hopeloze gevallen
- Kortrijk – Broeder Isidoor
- Lebbeke - Onze-Lieve-Vrouw-Geboortekerk
- Leuven - nationaal Sint-Jozefheiligdom (maart)
- Lommel – Mariapark
- Marcourt – Kluizenarij en kapel van Sint-Thibaut
- Melsele - Kapel Onze-Lieve-Vrouw van Gaverland
- Moregem – Meimaand en Noveen
- Olsene - "Onze Lieve Vrouw boven Al"
- Onkerzele - Onze Lieve Vrouw van Onkerzele - Leonie Van Den Dijck
- Oostakker (Gent) – Oostakker-Lourdes
- Ronse - Hermes van Rome met Fiertel, een ommegang de zondag na Pinksteren
- Scherpenheuvel – Maria
- Sint-Jan-in-Eremo – Sint-Jan (24 juni)
- Sint-Lambrechts-Woluwe – Kapel van Lenneke Mare, bedevaart op de tweede zaterdag na Pasen
- Tiegem - Arnold van Soissons
- Tongeren - miraculeus Onze Lieve Vrouwenbeeld Causa Nostrae Laetitiae (1479)
- Vosselaar - Onze-Lieve-Vrouw Troosteres der Bedrukten
- Zoutleeuw – De Kapel Onze-Lieve Vrouw van de Osseweg, uit 1538
- Zoutleeuw – Collegiale Sint-Leonarduskerk, processie op pinkstermaandag

## Bedevaartplaatsen in Duitsland
- Altötting
- Frauenbründl
- Kevelaer – Maria Troosteres der bedroefden
- Kranenburg
- Maria Gern
- Mariental
- Neviges (Velbert)
- Klausen

## Bedevaartplaatsen in Frankrijk
- Chartres
- Le Puy-en-Velay
- Laus - St. Etienne-le-Laus
- Lisieux – Theresia van Lisieux
- Lourdes – Sint-Bernadette
- Parijs (Rue du Bac) – Onze Lieve Vrouw van de Wonderdadige Medaille
- Paray-le-Monial - Heilig Hart
- Pellevoisin (verschijning H Moeder Maria in 1876)
- Pontmain
- Rocamadour - Zwarte Madonna
- Sainte-Anne-d'Auray
- La Salette
- Taizé
- Tilly-sur-Seulles
- Vézelay

## Bedevaartplaatsen in Israël/Palestina
- Bethlehem: Geboortekerk
- Jeruzalem: Heilig Grafkerk en Via Dolorosa
- Nazareth: Basiliek van de Aankondiging

## Bedevaartplaatsen in Italië
- Assisi
- Loreto
- Rome

## Bedevaartplaatsen in Polen
- Jasna Góra/Częstochowa
- Święta Lipka

## Bedevaartplaatsen in Portugal
- Fátima

## Bedevaartplaatsen in Slovenië
- Brezje (aartsbisdom Ljubljana): Nationaal Mariaheiligdom "Maria Hulp der Christenen"
- Sveta Gora bij Solkan (bisdom Koper): Mariaheiligdom
- Maribor: Z. Anton Martin Slomšek
- Ptujska Gora bij Ptuj: Maria Allermachtigste Beschermvrouwe
- Sveti Primož bij Kamnik: H. Primus
- Lovrenc na Pohorju: H. Maria
- Šmarna Gora: H. Maria

#### Sloveense bedevaartplaatsen buiten Slovenië zelf
- Valbruna (Sloveens: Ovčja vas): Mariaheiligdom Svete Višarje
- Maria Saal (Sloveens: Gospa sveta): Apostel der Slovenen, de heilige Modestus van Karinthië
- Aquilea: Apostel der Slovenen, de heilige Hermagoras

## Bedevaartplaatsen in Spanje
- Loyola in Baskenland (Ignatius)
- Zwarte Madonna van Montserrat
- O Cebreiro
- Roncesvalles
- Santiago de Compostela
- Onze-Lieve-Vrouw van El Rocío, Almonte.
- OLV van Guadalupe